# كالي ريس
كالي ريس (بالإنجليزية: Kali Reis)‏ مواليد 1986 في بروفيدنس، هي ملاكمة محترفة أمريكية تصنف ضمن فئة الوزن المتوسط بدأت مسيرته الاحترافية سنة 2008.

## إحصائيات
خاضت خلال مسيرته 17 نزالا، فاز في 10 وتعادل في 1 وخسر في 6. فازت بالضربة القاضية في 4 نزالات .

## الاتجاه للتمثيل
اتجهت للتمثيل بعد اعتزال الرياضية حيث لعبت دور شرطية شديدة البأس في مسلسل "محقق فذ" True Detective الذي تعرضه شبكة "أتش بي أو".

## روابط خارجية
- كالي ريس على موقع بوكس ريك (الإنجليزية) (registration required)